# Nalech
Nalech (oficialmente y en catalán, Nalec) es un municipio español de la provincia de Lérida, comunidad autónoma de Cataluña, con una superficie de 9,3 km², una población de 95 habitantes (2009) y una densidad de población de 10,22 hab/km². Perteneció al Real Monasterio de Santa María de Poblet hasta la extinción de los señoríos en el siglo XIX.

## Geografía humana

### Demografía
Cuenta con una población de 89 habitantes (INE 2024).
| Gráfica de evolución demográfica de Nalech entre 1842 y 2021 |
| |
| Población de derecho según los censos de población del INE Población de hecho según los censos de población del INEEn estos censos se denominaba Nalech: 1842, 1857, 1860, 1877, 1887, 1897, 1900, 1910, 1920, 1930, 1940, 1950, 1960, 1970 y 1981 |

| \| 1497 \| 1515 \| 1553 \| 1717 \| 1787 \| 1857 \| 1877 \| 1887 \| 1900 \| \| ---- \| ---- \| ---- \| ---- \| ---- \| ---- \| ---- \| ---- \| ---- \| \| 18 \| 23 \| 33 \| 58 \| 254 \| 515 \| 582 \| 582 \| 474 \| |      |      |      |      |      |      |      |      |
| 1497-1553: Fogaje; 1717-1981: población de hecho; 1990- : población de derecho |      |      |      |      |      |      |      |      |
| 1497 | 1515 | 1553 | 1717 | 1787 | 1857 | 1877 | 1887 | 1900 |
| 18 | 23   | 33   | 58   | 254  | 515  | 582  | 582  | 474  |